# Катеринівка (Мар'їнська міська громада)
Катери́нівка — село Мар'їнської міської громади Покровського району Донецької області, Україна.

## Загальні відомості
Розташоване на лівому березі р. Сухі Яли. Відстань до райцентру становить близько 16 км і проходить автошляхом місцевого значення.

## Історія
Село постраждало внаслідок геноциду українського народу, проведеного урядом СРСР 1932—1933. Рішенням окупаційної комуністичної влади Катеринівці оголосили військову блокаду, вписавши на так звану чорну дошку. Це призвело до масового і глибокого голодування людей, мученицької смерті дітей та стариків.
У 2024 році під час російського вторгнення в Україну опинилося на арені бойових дій, у жовтні того року село почали активно штурмували російські війська. З 24 листопада 2024 року село тимчасово окуповане російськими військами.

## Населення

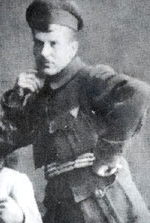
Кожин Фома

За даними перепису 2001 року населення села становило 778 осіб, із них 90,1 % зазначили рідною мову українську, 9,38 % — російську та 0,26 % — білоруську мову.

## Відомі люди
Кожин Фома —  командир кулеметного полку Махновець.

## Інтернет-посилання
- Погода в селі Катеринівка [Архівовано 28 серпня 2016 у Wayback Machine.]